# Lüxi
Lüxi (kinesiska: 绿溪, 绿溪乡) är en socken i Kina. Den ligger i provinsen Zhejiang, i den östra delen av landet, omkring 99 kilometer söder om provinshuvudstaden Hangzhou.
Genomsnittlig årsnederbörd är 2 209 millimeter. Den regnigaste månaden är juni, med i genomsnitt 377 mm nederbörd, och den torraste är januari, med 70 mm nederbörd.